# 緒方靖夫
緒方 靖夫（おがた やすお、1947年10月29日 - ）は、日本の政治家。日本共産党中央委員会幹部会副委員長。党国際局長を兼任している。元参議院議員（2期）。東京都千代田区出身。

## 略歴
東京都立新宿高等学校、東京外国語大学外国語学部中国語学科卒業。
大学在学中に共産党へ入党。日本共産党とルーマニア共産党の蜜月期の1971年7月から2年間、ルーマニアのブカレスト大学特別専攻課程に留学。帰国後、党国際部に勤務。
1979年3月から5年間、『赤旗』パリ特派員を務める。
帰国後、党国際部長、赤旗外信部長、英字紙『デートライン・トウキョウ』編集長などを歴任し、1985年に党幹部会委員に就任。1986年に神奈川県警察本部警備部公安第一課によって自宅が盗聴されていることが発覚した（日本共産党幹部宅盗聴事件）。
1995年7月、第19回参議院議員通常選挙で東京都選挙区から共産党公認候補として参議院議員で初当選。
2001年7月、第20回参議院議員通常選挙で再選。
2005年11月17日に記者会見を開き、2007年の第21回参院選には網膜症（加齢黄斑変性）のため出馬しない事を表明し、東京選挙区の後継を田村智子に譲った。
2006年1月の党大会で幹部会副委員長に選出された。議員引退後も党副委員長・国際局長は続投し、野党外交に尽力すると述べている。
2011年5月13日に日韓図書協定のために努力したとして感謝の記念品を贈呈された。

## 政治的主張
- 2003年、静岡空港建設反対の国会議員署名活動で署名者に加わっている[1]。
- 北朝鮮による日本人拉致問題について、緒方は不破哲三と「赤旗日曜版」（2001年1月4日号）において対談した。この中で緒方は「7件10人のうち物証のあるものは1つもない」と、北朝鮮の犯行ではないとの見方を示していた[2]。

## 人物
- 学生時代は外国語学を専攻し、留学経験もある。加えて、外国勤務経験が長いこともあり、語学は堪能。母語（日本語）以外では、ルーマニア語・中国語・英語・フランス語・ドイツ語・ロシア語・スペイン語を使える。
- 柔道有段者（黒帯）である。
- 光を受けると進む病状を抑えるため、現在はサングラスを着用。

## 受賞
- 朝鮮王朝儀軌還収功労記念品―韓国の団体「朝鮮王朝還収委員会」より[3]。